# ورزشگاه ژوژا فرنتس
ورزشگاه ژوژا فِرِنتس (مجاری: Szusza Ferenc Stadion) یک ورزشگاه فوتبال در شهر بوداپست، مجارستان است.
این ورزشگاه که در سال ۱۹۲۲ تأسیس شده دارای ۱۴٬۸۱۷ نفر ظرفیت است و ورزشگاه خانگی باشگاه فوتبال اوی‌پشت محسوب می‌شود.